# A Mikronéziai Szövetségi Államok hívójelkörzetei
A Mikronéziai Szövetségi Államok részére az ITU a V6 hívójelprefixet osztotta ki.

## A Mikronéziai Szövetségi Államok hívójelkörzetei[1][2][3]
| Prefix | Körzet | Hely/jelleg                    | ITU zóna | CQ zóna | QTH lokátor |
| ------ | ------ | ------------------------------ | -------- | ------- | ----------- |
| V6     | *      | Mikronéziai Szövetségi Államok | 65       | 27      | QJ          |
| V6     | 0      | Pulap-sziget                   | 65       | 27      | QJ47RP      |
| V6     | 3      | Mwokil-atoll                   | 65       | 27      | QJ96VQ      |
| V6     | 3      | Pingelap-atoll                 | 65       | 27      | RJ06IF      |
|        | 4      | Mortlock-sziget                | 65       | 27      | QJ65        |

## Lajstromjel
Vízi és légi járművek lajstromjelezéséhez a V6 prefixet használják.